# باشگاه فوتبال سالگائوکار
باشگاه فوتبال سالگائوکار (انگلیسی: Salgaocar F.C.) یک باشگاه فوتبال از هند است که در شهر واسکو دا گاما، گوا ایالت گوا قرار دارد.